# 서울 수국사 감로도
서울 수국사 감로도(서울 守國寺 甘露圖)는 서울특별시 은평구 갈현동 수국사에 있는 대한제국시대의 감로도이다. 2007년 12월 27일 서울특별시의 유형문화재 제245호로 지정되었다.

## 개요
이 불화는 죽은 이의 영혼을 극락세계로 보내는 영가천도 때 봉안된 감로도로서 1907년 강재희의 시주에 의해 강문환·김종성·원일상의 감동(監董)으로 편수 보암긍법, 편수 두흠, 금어 혜과봉감, 계은봉법, 범화정운, 금운정기, 운호재오, 재원, 상은, 상오, 기정, 법연, 범천, 행언, 현상, 종민, 원상 등이 그린 것이다.
가로 261.0cm, 세로 157.5cm에 달하는 화면의 하단에는 아귀 2마리가 서로 마주보고 있으며, 그 위로는 많은 음식과 공양물이 차려진 제단과 칠여래(七如來)가 표현되어 있다. 가로로 긴 화면의 상단에는 칠여래가 합장을 한 채 나란히 서 있으며, 좌측에는 아미타삼존과 아난ㆍ가섭존자, 왕후장상(王侯將相), 선왕선후(先王先后),북채를 든 뇌신(雷神), 우측에는 지장보살과 인로왕보살 등이 구름 위에 서 있다. 칠여래의 아래로는 제단의 좌우에 높은 기둥을 세운 후 南無百億化身佛(석가모니), 南無淸淨法身佛(비로자나), 南無圓滿報身佛(노사나)의 삼신불번(三身佛幡)을 늘어뜨리고 갖가지 꽃과 공양물을 가득 배설하였는데 바람에 휘날리는 삼신번이 현장감을 준다. 또 제단 위에는 대황제폐하, 황태자폐하, 영친왕전하, 의친왕전하 등을 적은 위패 모양의 불전패가 놓여 있다. 제단으로 이르는 돌계단 아래 좌우에 놓인 커다란 화병 안에는 붉은색과 흰색의 모란이 가득 꽂혀있어 화려하게 치장된 당시 제단의 모습을 생생하게 전해주고 있으며, 제단의 우측에는 흰 천막을 치고 스님들이 나란히 모여 앉아 독경하는 모습과 스님들이 큰북과 바라 등을 두드리며 의식을 집전하는 모습, 승무를 추는 모습, 커다란 공양물을 머리에 이거나 들고서 제단을 향해 나아가는 사람들의 모습 등이 표현되었다.
화면의 하단 중앙에는 서로 마주보고 꿇어앉은 한 쌍의 아귀가 크게 그려져 있다. 화염이 뿜어져 나오는 입과 가는 목, 불룩한 배 등 아귀의 특징을 잘 묘사하고 있으나 얼굴표정 등에서 다소 희화적이다. 아귀의 좌우로는 수목으로 분리된 화면 속에 한복 입은 남녀들이 춤을 추거나 싸우는 장면, 대장간에서 일하는 장면, 악사들의 반주에 맞춰 광대가 거꾸로 서는 묘기를 부리고 초랭이가 부채를 들고 춤추는 장면, 죽방울 놀이 하는 장면, 무당이 굿하는 장면 등 세속의 다양한 장면들이 사실적으로 묘사되었는데, 음식을 먹거나 술을 받는 모습, 물건을 파는 모습 등은 당시 장터의 모습을 그대로 재현한 듯하다. 여기에 표현된 풍속장면들은 주로 장례나 영가천도 등의 행사와 관련된 장면을 중심으로 표현되어, 수륙화로서의 감로도의 성격을 잘 보여주고 있다. 반면에 화면 우측으로는 뇌신을 표현한 화염 아래로 우산을 쓴 인물과 뱀에게 쫓기는 장면 등《법화경》 관세음보살보문품의 구제난(救濟難) 장면과 더불어 농사짓는 모습, 공부하는 모습, 병자를 진료하는 모습, 소고 등을 갖고 무리지어 노는 모습, 일하러 가거나 장터에 가는 모습 등의 다양한 일상생활과 죄인들을 벌하는 모습, 전쟁장면 등을 표현하였다.
채색은 전체적으로 적색과 황색, 흰색, 청록색 등이 많이 사용되었으며, 분홍색과 청회색, 금박, 금니 등도 함께 사용되었다. 금박과 금니는 칠여래의 신광을 비롯하여 화면 부분 부분에 사용되어 화려하면서도 호화로운 느낌을 준다.
이 작품은 수락산 흥국사 감로도(1868년), 개운사 감로도(1883년), 봉은사 감로도(1892년) 등 서울, 경기지역의 19, 20세기에 제작된 감로도의 도상과 동일한 도상을 취하고 있는 작품이다. 전체적인 구도 표현에 있어서 다소 번잡스러워 보이기는 하지만, 다양한 내용을 담고 있는 화면은 산수와 구름으로 잘 경계 지워져 있고, 풍속화적인 면이 충실하게 묘사되었다. 인물들의 형태감이 떨어지기는 하지만 필치가 안정되고 다양한 색감에 의한 충실한 풍속 묘사 등이 돋보이는 작품이다.

## 참고 문헌
- 수국사 감로도 - 국가유산청 국가유산포털